# استان فحص انجره
استان فحص انجره (به فرانسوی: Province de Fahs-Anjra) یک استان در مراکش است که در طنجه تطوان واقع شده‌است. استان فحص انجره ۳۳۲ کیلومتر مربع مساحت و ۹۷٬۲۹۵ نفر جمعیت دارد.